# Ligne de tramway 8 (SNCV Groupe de Namur)
La ligne 548 est une ancienne ligne de tramway du Groupe de Namur de la Société nationale des chemins de fer vicinaux (SNCV) qui a fonctionné entre le 30 janvier 1909 et le 16 mai 1953.

## Histoire
Le 16 mai 1953, la ligne est remplacée par une ligne d'autobus sous le même indice.

## Exploitation

### Horaires
Tableaux :
- 548 en 1931[1].
- 637 en 1950, numéro partagé entre les lignes urbaines 3, 5, 7, 8 et la ligne 6[2].